# Râul Căcăcei
Râul Căcăcei este un curs de apă, afluent al râului Bâsca Chiojdului. 